# Coluber
Coluber Linnaeus, 1758 è un genere di serpenti della famiglia dei Colubridi, comprendente 19 specie conosciute.

## Etimologia
Coluber e colubra (quella femminile è la forma più antica, attestata fin da Plauto) indicavano in latino un serpente velenoso. L'etimologia non è chiara. Secondo Carlo Fumagalli (1889), coluber deriverebbe dalla trasformazione in kal della radice kar e significherebbe "che striscia".

## Tassonomia
Il genere comprende le seguenti specie:
- Coluber anthonyi (Stejneger, 1901)
- Coluber aurigulus (Cope, 1861)
- Coluber bholanathi Sharma, 1976
- Coluber bilineatus (Jan, 1863)
- Coluber constrictor Linnaeus, 1758
- Coluber flagellum Shaw, 1802
- Coluber fuliginosus (Cope, 1895)
- Coluber gracilis (Günther, 1862)
- Coluber insulanus Mertens, 1965
- Coluber lateralis (Hallowell, 1853)
- Coluber mentovarius (Duméril, Bibron & Duméril, 1854)
- Coluber schotti (Baird & Girard, 1853)
- Coluber scortecci Lanza, 1963
- Coluber sinai (Schmidt & Marx, 1956)
- Coluber taeniatus (Hallowell, 1852)
- Coluber taylori Parker, 1949
- Coluber thomasi Parker, 1931
- Coluber vittacaudatus Blyth, 1854
- Coluber zebrinus Broadley & Schätti, 2000